# Jiloan Hamad
Jiloan Hamad (ar.: زيلوان حمد, kurd.: ژلۆان حاماد; ur. 6 listopada 1990 w Baku) – iracki piłkarz pochodzenia kurdyjskiego występujący na pozycji pomocnika. Zawodnik chorwackiego klubu HNK Gorica. Były młodzieżowy i dorosły reprezentant Szwecji, a obecny Iraku. Posiada również szwedzkie obywatelstwo.

## Życiorys

### Wczesne życie
Hamad urodził się w Baku, stolicy Azerbejdżańskiej SRR w rodzinie imigrantów, irackich Kurdów. Jego rodzina pochodzi z Raniji. Mohammed, ojciec Jiloana, przez 15 lat był peszmergiem, po czym wraz z żoną i dziećmi uciekł z Iraku. Rodzice Hamada szukali statusu uchodźcy zarówno w Turkmenistanie, jak i ZSRR, zanim osiedlili się w Szwecji w 1992 roku, kiedy Jiloan miał dwa lata. 

### Kariera klubowa
Hamad zawodową karierę rozpoczynał w 2007 roku w szwedzkim klubie BK Forward z Division 1 Norra. W 2008 roku trafił do Malmö FF z Allsvenskan. W tych rozgrywkach zadebiutował 17 września 2008, w przegranym 0:4 pojedynku z Elfsborgiem. 31 maja 2009, w zremisowanym 2:2 spotkaniu z GAIS strzelił pierwszego gola w Allsvenskan. W 2010 zdobył z klubem mistrzostwo Szwecji.
30 października 2013, oficjalna strona TSG 1899 Hoffenheim potwierdziła, że w styczniu 2014, na zasadzie wolnego transferu, Hamad zasili klub.
W 2015 wypożyczono go do belgijskiego Standardu Liège. 
W 2017 trafił do Hammarby IF.
29 stycznia 2019, podpisał kontrakt z południowokoreańskim Incheon United. 23 lipca 2019 rozwiązał z tym klubem kontrakt za porozumieniem stron.
14 sierpnia 2019, został zawodnikiem HNK Gorica.

### Kariera reprezentacyjna

#### Szwecja
W reprezentacji Szwecji Hamad zadebiutował 19 stycznia 2011, w wygranym 2:1 towarzyskim meczu z Botswaną.
Dla Trzech Koron zagrał ponownie, po pięcioletniej przerwie, 7 stycznia 2018, z Estonią. W opinii dziennikarzy był jednym z najlepszych piłkarzy na boisku. Ósmy, a zarazem ostatni, mecz w reprezentacji Szwecji zagrał 11 stycznia 2018, z Danią.

#### Irak
W październiku 2018, szwedzkie media poinformowały, że Hamad otrzymał powołanie do reprezentacji Iraku, jednakże sam zainteresowany odmówił komentarza w tej sprawie. Z tego względu nie został powołany na grudniowe mecze Szwecji. 25 lutego 2019, Hamad, za pomocą swojego konta na Twitterze, ogłosił, iż będzie reprezentował drużynę narodową Iraku oraz że od tego momentu „pomoże zespołowi osiągnąć nowe szczyty”.
W reprezentacji Iraku zadebiutował 10 października 2019, zmieniając w 61. minucie meczu Amjada Attwana, w wygranym 2:0 meczu Azjatyckich eliminacji do Mistrzostw Świata 2022 z Hongkongiem.

## Sukcesy

### Klubowe

#### Malmö FF
- Mistrz Szwecji (2): 2010, 2013
- Zdobywca Superpucharu Szwecji: 2013

### Indywidualne
- Pomocnik roku Allsvenskan: 2013